# 林良平
林 良平（はやし りょうへい、1876年 - 1954年）は大正時代の風景写真を主に撮った写真師。
1876年(明治9年)に、愛知県豊橋に生まれる。豊橋でも写真を写していた。
1914(大正3年）に東京蔵前工業の夜学に38歳で入学し、東京本郷の望月写真館に勤め写真を勉強する。
大正初期頃から、富士山、御殿場太郎坊二合二勺で写真場を建て登山客を写し生計を立てた。
富士山周辺、伊豆、信州、奥秩父など徒歩で精力的に撮影した。
1921年(大正10年）伊豆下田の松本しまと45歳で結婚し、伊豆の河津に住む。
富士山の登山客を写す仕事は昭和4年まで行い北は信州松本、南は伊豆下田、西は清水の三保の松原、東は埼玉の長瀞と広い範囲で撮影し約2,000枚のキャビネ乾板を残す。
銀座、富士フォトサロン等で回顧展を行い2014年（株)パレードから写真集「日本の原風景」が発行された。

## 写真集
- 『日本の原風景 放浪の写真師 林良平作品集(1876-1954) 』パレード、2014年、ISBN 978-4434188626